# Chrysopilus camargoi
Chrysopilus camargoi Santos & Amorim, 2007 è un dittero appartenente alla famiglia Rhagionidae.

## Etimologia
Il nome proprio della specie è in onore dell'entomologo brasiliano João Camargo, un'autorità nello studio della tassonomia e sistematica delle Meliponinae (api senza pungiglione).

## Caratteristiche
L'olotipo maschile rinvenuto ha lunghezza totale è di 9,0-10,0mm; la lunghezza delle ali è di 5,8-6,2mm.

## Distribuzione
La specie è stata reperita nel Brasile meridionale: nello stato di Rio de Janeiro, nella Microregione di Vale do Paraíba Fluminense, all'interno del Parco nazionale di Itatiaia, in località Maromba.

## Tassonomia
Al 2015 non sono note sottospecie e dal 2007 non sono stati esaminati nuovi esemplari.